# Maxillariinae
Maxillariinae – podplemię roślin z rodziny storczykowatych (Orchidaceae). Obejmuje 30 rodzajów i 2 mieszańce międzyrodzajowe. Rośliny te występują w Ameryce Północnej, Ameryce Środkowej i Ameryce Południowej.

## Systematyka
Podplemię sklasyfikowane do plemienia Cymbidieae z podrodziny epidendronowych (Epidendroideae) w rodzinie storczykowatych (Orchidaceae), rząd szparagowce (Asparagales) w obrębie roślin jednoliściennych.
Wykaz rodzajów
- Anguloa Ruiz & Pav.
- Bifrenaria Lindl.
- Brasiliorchis R.B.Singer, S.Koehler & Carnevali
- Camaridium Lindl.
- Christensonella Szlach., Mytnik, Górniak & Smiszek
- Cryptocentrum Benth.
- Cyrtidiorchis Rauschert
- Guanchezia G.A.Romero & Carnevali
- Heterotaxis Lindl.
- Horvatia Garay
- Hylaeorchis Carnevali & G.A.Romero
- Ida A.Ryan & Oakeley
- Inti M.A.Blanco
- Lycaste Lindl.
- Mapinguari Carnevali & R.B.Singer
- Maxillaria Ruiz & Pav.
- Maxillariella M.A.Blanco & Carnevali
- Mormolyca Fenzl
- Neomoorea Rolfe
- Nitidobulbon Ojeda, Carnevali & G.A.Romero
- Ornithidium Salisb. ex R.Br.
- Pityphyllum Schltr.
- Rhetinantha M.A.Blanco
- Rudolfiella Hoehne
- Sauvetrea Szlach.
- Scuticaria Lindl.
- Sudamerlycaste Archila
- Teuscheria Garay
- Trigonidium Lindl.
- Xylobium Lindl.

Mieszaniec międzyrodzajowy
- × Lycamerlycaste J.M.H.Shaw
- × Sudacaste Archila & Chiron